# Rasha Abbas
Rasha Abbas (Latakia, 1984) es una periodista y autora siria.

## Biografía
Estudió Periodismo en la Universidad de Damasco. Antes de la guerra civil siria, trabajó como editora en la televisión pública y publicó la colección de historias breves Adam Hates TV, por la que ganó el premio Arab Capital of Culture en 2008. Cuando estalló la guerra de Siria en 2011, se unió al movimiento de protesta antigubernamental, y un año más tarde se vio forzada a exiliarse. Ganó la beca Jean-Jacques Rousseau de la Akademie Schloss Solitude en Stuttgart, Alemania,[1] y luego a se trasladó a Berlín, donde residía en mayo de 2019, y donde trabaja en su segunda colección de cuentos cortos, titulada The Gist of It. En 2013 coescribió el guion de un cortometraje, Happiness and Bliss, producido por Bedaya, y en 2014 contribuyó, como escritora y como traductora, a Syria Speaks: Art and Culture from the Frontline, publicado por Saqi Libros. Ha sido conferenciante en varias ciudades europeas, así como en la cumbre de literatura árabe de dos días organizada por Shubbak Festival, en Londres o en Kosmopolis, el Centro de Cultura Contemporánea de Barcelona (CCCB).